# UFMS-CPAR
A UFMS-CPAR é a Universidade Federal de Mato Grosso do Sul, Campus de Paranaíba, cujo trabalho foi reiniciado em 2001, com a abertura de três cursos de nível superior, visando a atender a demanda da chamada Região do Bolsão Sul-Matogrossense, que faz divisa com os Estados de Minas Gerais, Goiás e São Paulo.
Sob a Direção da Dra. Marlene Durigan, a Universidade, nesse Campus, teve início com os cursos de Psicologia - Formação de Psicólogo; Administração - ênfase rural; e Matemática - todos com ingresso pelo vestibular de inverno. A ênfase do curso de Administração foi retirada, antes mesmo da formação da primeira turma.
Os três cursos tiveram seus reconhecimentos, de imediato, e as primeiras turmas de Administração e Matemática, cujos tempos mínimos nos cursos são de quatro anos, formaram-se no ano de 2005, mês de Julho; sendo que a turma de Psicologia veio a se formar em Julho de 2006, por exigir o mínimo de cinco anos para a graduação.
Os Centros acadêmicos do Campus tiveram seu início no ano de 2002, tendo o curso de Psicologia como seu primeiro Presidente, ou, Presidente-fundador de C.A., Leandro de Moura Ribeiro.
A Universidade tem-se mostrado de grande importância na Região do Bolsão Sul-Matogrossense, e vem sendo, cada vez mais, respeitada e admirada pela população.
A relevância desse Campus em Paranaíba também é justificada por esse município ser considerado a "Capital do Bolsão Sul-Matogrossense".